# Klarna
Klarna Bank AB, відома як Klarna, — це шведська фінтех-компанія, яка надає фінансові послуги в Інтернеті, такі як платежі для інтернет-магазинів та прямі платежі, а також платежі після покупки.
Компанія налічує понад 4 000 співробітників, більшість з яких працюють у штаб-квартирах у Стокгольмі та Берліні. У 2021 році компанія обробила близько $80 млрд онлайн-продажів. Станом на 2011 рік близько 40 % всіх продажів електронної комерції у Швеції проходили через Klarna. У 2021 році компанія була найдорожчою приватною технологічною компанією в Європі з оцінкою в $45,6 млрд, однак у 2022 році вона впала до $6,7 млрд.
Основною послугою Klarna є надання послуг з обробки платежів для індустрії електронної комерції, управління претензіями магазинів та платежами клієнтів. Вона стала відома як постачальник послуг «Купуй зараз, плати пізніше» (BNPL), пропонуючи клієнтам кредит на свої покупки як частину процесу оформлення замовлення.

## Історія
Троє засновників Себастьян Семятковскі, Ніклас Адальберт та Віктор Якобссон взяли участь у щорічній премії Стокгольмської школи економіки з підприємництва у 2005 році зі своєю ідеєю, проте їх ідея не була сприйнята з ентузіазмом, і їх заявка була однією з останніх у конкурсі.
Попри це, вони вирішили заснувати компанію Klarna в середині 2005 року і розпочали свою діяльність у Швеції. Інвестор-ангел і колишній менеджер з продажу Erlang Systems, Джейн Валеруд, інвестувала в їхню компанію і зв'язала їх з командою програмістів, щоб допомогти їм створити платформу.
Наприкінці 2007 року в компанію інвестувала венчурна фірма Investment AB Öresund. Через три роки Klarna почала продавати свої послуги в Норвегії, Фінляндії та Данії. У 2010 році Klarna також розпочала свою діяльність у Німеччині та Нідерландах, а в травні того ж року до складу інвесторів увійшла компанія Sequoia Capital, що базується в Сан-Франциско. Протягом 2010 року Klarna збільшила свої доходи більш ніж на 80 % до $54 млн (~400 млн шведських крон). На початку 2011 року британська газета The Telegraph включила Klarna до списку 100 найперспективніших молодих технологічних компаній Європи.
У 2011 році фонд прямих інвестицій General Atlantic очолив інвестиційний раунд на суму $155 млн, до якого приєднався DST Global, а керуючий директор General Atlantic Антон Леві увійшов до складу ради директорів компанії. У травні 2011 року Klarna придбала ізраїльську компанію Analyzd, яка здійснювала свою діяльність на ринках Європи, Ізраїлю та США. Analyzd спеціалізується на управлінні ризиками та онлайн-платежах, а її засновники раніше працювали в PayPal.
Klarna почала надавати послуги в Австрії у 2012 році, а у 2013 році Klarna та німецька SOFORT AG об'єдналися після того, як Klarna придбала SOFORT Banking у мажоритарного акціонера Reimann Investors, ставши Klarna Group. Обидві компанії продовжуватимуть пропонувати свої продукти пліч-о-пліч та працюватимуть незалежно один від одного.
Klarna розпочала свою діяльність у США у вересні 2015 року, і США стали основним напрямком її подальшого розвитку. Того ж року Міністр підприємництва та інновацій Мікаель Дамберг назвав Klarna одним з «п'яти єдинорогів» Швеції, маючи на увазі стартап-компанії, які досягли успіху у зростанні та залученні міжнародних інвестицій. Іншими чотирма компаніями були названі Spotify, Mojang, Skype та King.
В 2023 році Klarna звільнила понад 1000 співробітників, протягом найближчих кількох років планується скоротити ще 50 % персоналу, що становить близько 2000 осіб. За повідомленням International Business Times основною причиною цього є застосування ШІ для автоматизації робочих процесів. Інформація про заміну співробітників штучним інтелектом була озвучена під час оголошення проміжного фінансового звіту компанії.